# João Francisco Bráz
João Francisco Bráz (San Paolo, 25 novembre 1920 – 11 settembre 1996) è stato un cestista brasiliano.

## Carriera
Con il Brasile ha disputato due edizioni dei Giochi olimpici (Londra 1948, Helsinki 1952).